# Sergio Spina
Pour les articles homonymes, voir Spina (homonymie).
Sergio Spina aussi connu sous le nom de Sergio Spina Lezaeta, est né à Milan le 24 avril 1928 et mort à Rome le 19 janvier 2017, était un réalisateur, auteur de télévision et scénariste italien, très actif dans la réalisation télévisuelle depuis le début des émissions régulières sur la Rai.

## Biographie
Il fut réalisateur et monteur de l'une des premières émissions diffusées par la RAI en 1954, intitulée Strapaese . Il est également responsable de la création et de la réalisation de Mixer (émission de télévision) (it) (présenté par Giovanni Minoli (it) ).

### Le cinéma
En plus de son travail de scénariste, il a également réalisé L'Âne d'or : Procès pour faits étranges contre Lucius Apuleius, citoyen romain (d'après Lucius Apuleius ) et La femme, le sexe et le surhomme (it), présenté au Festival du film de Locarno en 1965.

## Programmes de la Rai TV
- Dites-le vous-même !, Dino Falconi (it), réalisé avec Vito Molinari, et Sergio une émission de variétés en 10 épisodes du 20 février 1954 au 24 juillet 1954.
- Paese che vai, paroles de Carlo Silva, Italo Terzoli et Spiller, orchestre de Mario Consiglio (it), mise en scène de Sergio Spina, spectacle de variétés en 8 épisodes du 21 décembre 1954 au 29 mars 1955.
- Musique en vacances, avec Isa Bellini, Alberto Bonucci et Paolo Ferrari, orchestres de Gorni Kramer et Lelio Luttazzi, mise en scène par Vito Molinari et Sergio Spina, spectacle de variétés de 8 épisodes du 10 mars 1955 au 30 juin 1955.

## Filmographie
- Weeding Time, production Ministère de l'Agriculture et des Forêts (1955) - réalisation
- Moi, Sémiramide, réalisé par Primo Zeglio (1962) - histoire
- Les Sept Éclairs d'Assur, réalisé par Silvio Amadio (1962) - histoire
- Nu, chaud et pur (it), réalisé par Virgilio Sabel (it) (1964) - histoire et scénario
- La femme, le sexe et le surhomme (it)(1967) - réalisateur, histoire et scénario
- Le Mercenaire, réalisé par Sergio Corbucci (1968) - scénario
- L'Âne d'or : Procès pour faits étranges contre Lucius Apuleius, citoyen romain - Réalisateur, histoire et scénario (1970)
- Adieu à Enrico Berlinguer (1984) - réalisateur
- Un autre monde est possible (2001) - réalisateur et scénario